# Мондрагон
Мондрагон (шп. Mondragón) град је у Шпанији у аутономној заједници Баскија у покрајини Гипускоа. Према процени из 2017. у граду је живело 21 987 становника.

## Становништво
Према процени, у граду је 2017. живело 21 987 становника.
| 1970.  | 1981.  | 1991.  | 2000.  | 2009.  | 2017.  |
| ------ | ------ | ------ | ------ | ------ | ------ |
| 22.421 | 25.679 | 26.045 | 23.741 | 22.064 | 21.987 |